# Diocesi di Trieste

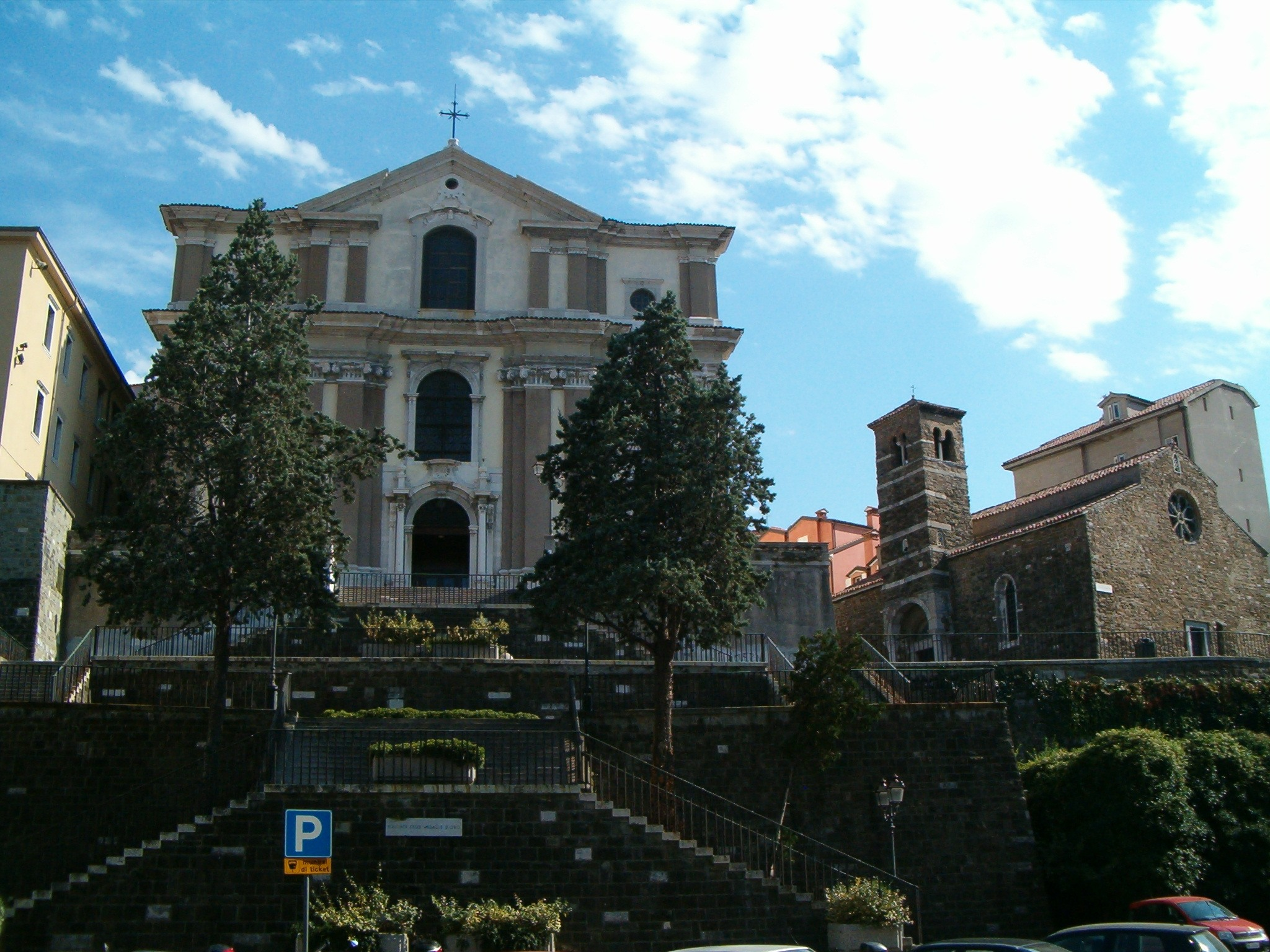
Il santuario di Santa Maria Maggiore a Trieste

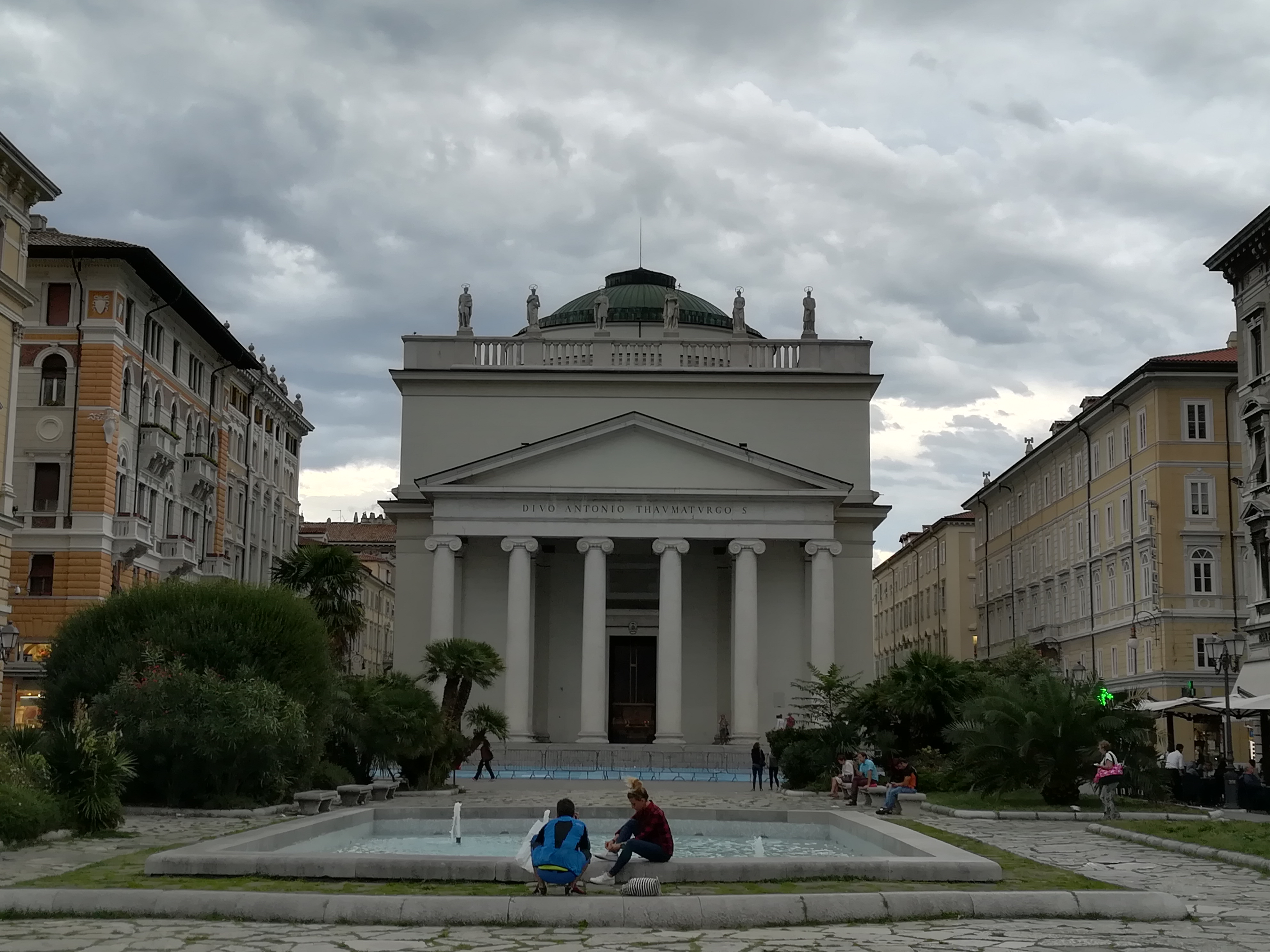
La chiesa di Sant'Antonio Taumaturgo a Trieste

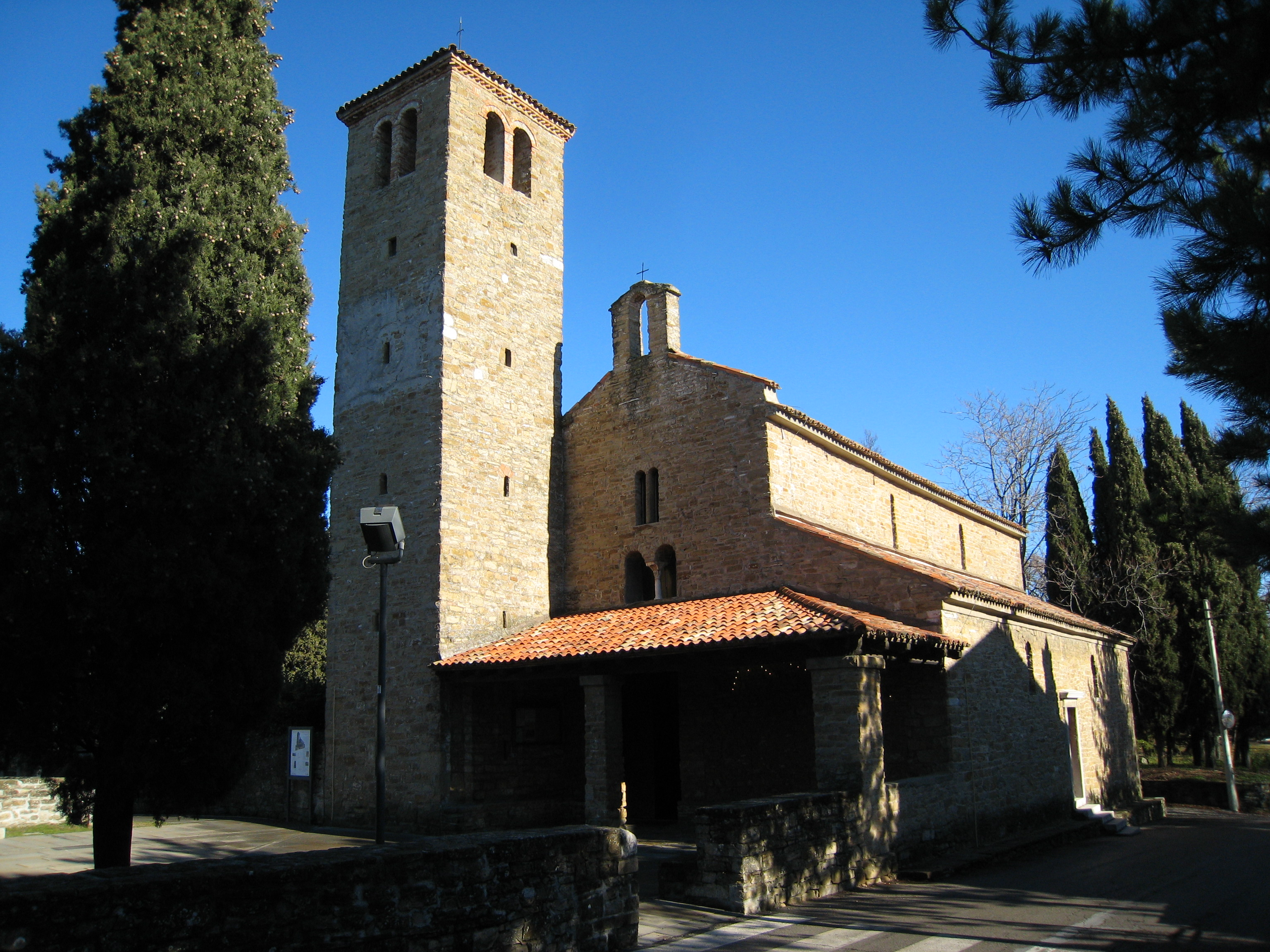
La basilica santuario di Santa Maria Assunta in Muggia Vecchia

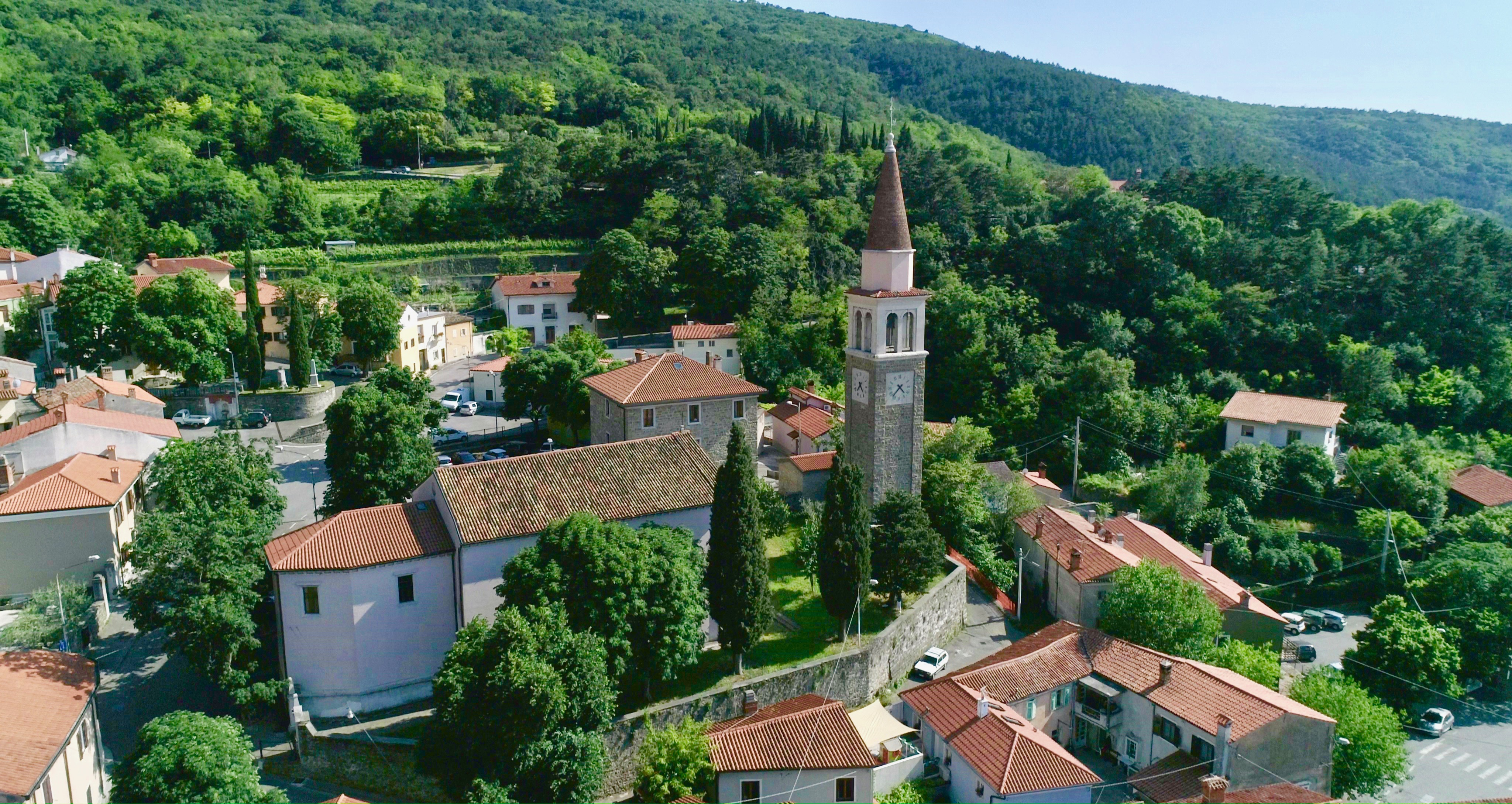
L'antica chiesa di Sant'Ulderico della Pieve vescovile di San Dorligo della Valle.

La diocesi di Trieste (in latino Dioecesis Tergestina) è una sede della Chiesa cattolica in Italia suffraganea dell'arcidiocesi di Gorizia appartenente alla regione ecclesiastica Triveneto. Nel 2022 contava 213 250 battezzati su 237 000 abitanti. È retta dal vescovo Enrico Trevisi.

## Territorio
La diocesi comprende i comuni di Trieste, Muggia, San Dorligo della Valle e Monrupino. Gran parte dei comuni di Duino-Aurisina e di Sgonico, nonostante questi siano compresi nella provincia di Trieste, appartiene all'arcidiocesi di Gorizia.
Sede vescovile è la città di Trieste, dove si trova la cattedrale di San Giusto.

### Parrocchie e decanati
Il territorio è suddiviso in 60 parrocchie, raggruppate in 8 decanati:
- Gesù Divino Operaio (sede: Piano di Sant'Anna)
- Muggia (sede: Muggia)
- Opicina (sede: Opicina)
- Roiano (sede: Roiano)
- Sant'Antonio Taumaturgo (sede: chiesa di Sant'Antonio Taumaturgo - Trieste)
- San Giacomo (sede: San Giacomo - Trieste)
- San Giusto (sede: cattedrale di San Giusto - Trieste)
- San Vincenzo de' Paoli (sede: chiesa di San Vincenzo - Trieste)

## Storia
Trieste divenne sede episcopale verso la fine del VI secolo: primo vescovo documentato è Frugifero, che fu vescovo tergestino all'epoca dell'imperatore Giustiniano I, e più precisamente tra il 542 e il 565. Inizialmente era suffraganea del patriarcato di Aquileia; ma all'epoca dello scisma dei Tre Capitoli (579), avendo aderito allo scisma entrò a far parte della giurisdizione del patriarcato di Grado. Il vescovo Firmino abiurò lo scisma e per questo motivo ricevette delle lettere di lode e di approvazione da parte di Gregorio Magno.
Tra il tardo impero e l'alto medioevo il territorio diocesano si ridusse per l'erezione delle diocesi di Cittanova, di Pedena e di Capodistria.
A partire dall'anno 948 i vescovi ottennero il potere temporale dal re Lotario II che concesse l'indipendenza della diocesi dalla corona, per il territorio fino a tre miglia fuori dalle mura cittadine; vi rinunceranno formalmente nel 1236, anche se le lotte con il comune continueranno nel corso del Trecento.
Nel 1180 il patriarca di Grado rinunciò alla giurisdizione metropolitica sulle sedi istriane e giuliane, e così Trieste divenne nuovamente suffraganea del patriarcato di Aquileia.
Il vescovo Ulrico De Portis (metà del XIII secolo) vendette al comune di Trieste il diritto all'elezione dei giudici, il diritto alla decima ed il diritto di battere moneta. Alla fine del secolo il vescovo Brissa de Toppo concluse il periodo del potere temporale dei vescovi vendendo per 200 pezzi d'argento i rimanenti diritti politici.
Si deve al vescovo Rodolfo Morandino de Castello Rebecco (1304-1320) la costruzione della chiesa capitolina di san Giusto.
Per tutto il Medioevo il diritto di elezione del vescovo spetta al capitolo della cattedrale; nel 1459 il diritto di elezione viene conferito all'imperatore.
Nel Cinquecento a Trieste si diffusero le idee del luteranesimo, ma dopo il concilio di Trento la diocesi rientrò pienamente nell'ortodossia cattolica, grazie all'opera del vescovo Nicolò Coret (1575-1591), temibile avversario dei luterani, e all'apostolato dei Cappuccini e dei Gesuiti, presenti rispettivamente dal 1617 e dal 1619.
Nel 1719 Trieste divenne porto franco e conobbe una rapida crescita con l'insediamento di fedeli di molte religioni.
In seguito alla soppressione del patriarcato di Aquileia del 1751, divenne suffraganea dell'arcidiocesi di Gorizia.
Nel 1784 la diocesi di Trieste subì numerose cessioni territoriali allo scopo di farne coincidere il territorio con i confini politici. Porzioni del territorio diocesano triestino passarono alle diocesi di Cittanova, di Capodistria, di Parenzo e di Lubiana; d'altro canto incorporò porzioni dell'Istria che appartenevano alle diocesi di Parenzo e Pola e la gola di Prosecco, che apparteneva all'arcidiocesi di Gorizia.
L'8 marzo 1788 la diocesi fu soppressa in virtù della bolla Super specula di papa Pio VI ed il suo territorio incorporato in quello di Gradisca, eretta il 19 agosto dello stesso anno. Tuttavia, dopo soli tre anni, il 12 settembre 1791 fu ripristinata con la bolla Ad supremum del medesimo pontefice e resa suffraganea dell'arcidiocesi di Lubiana; la diocesi di Pedena, anch'essa soppressa nel 1788, rimase incorporata nel territorio triestino. Il 19 agosto 1807 divenne immediatamente soggetta alla Santa Sede.
Il 30 giugno 1828 in virtù della bolla Locum beati Petri di papa Leone XII le diocesi di Trieste e di Capodistria furono unite aeque principaliter; contestualmente fu soppressa la diocesi di Cittanova ed incorporata in quella di Trieste, che acquisì anche 11 parrocchie appartenute alla diocesi di Parenzo e 1 alla diocesi di Gorizia (Prosecco). Due anni dopo, il 27 luglio 1830, divenne nuovamente suffraganea dell'arcidiocesi di Gorizia per effetto della bolla Insuper eminenti Apostolicae dignitatis di papa Pio VIII.
Dal 1867 fino al collasso dell'impero austro-ungarico i vescovi di Trieste sedettero come membri della Camera dei signori d'Austria, il senato imperiale.
Nel 1919 il vescovo Andrej Karlin, sloveno, si dimise a seguito di un'aggressione da parte di un gruppo di irredentisti. Nello stesso anno sulla cattedra triestina siederà un vescovo italiano, Angelo Bartolomasi, dopo quasi novant'anni di episcopati sloveni, tedeschi e croati.
Il 25 aprile 1925 cedette una porzione di territorio a vantaggio dell'erezione della diocesi di Fiume; un'altra porzione di territorio fu ceduta a Fiume nel 1934. In compenso, il 20 febbraio 1932 in seguito alla bolla Quo Christi fideles di papa Pio XI incorporò il decanato di Postumia, che era appartenuto alla diocesi di Lubiana.
Il vescovo Luigi Fogar, per la sua opposizione al regime fascista, dovette dare le dimissioni nel 1936.
Dopo la seconda guerra mondiale, a seguito del trattato di pace del 10 febbraio 1947, una larga parte del territorio diocesano si venne a trovare in territorio jugoslavo; le zone in territorio sloveno e in territorio croato furono perciò affidate a due amministratori apostolici ad nutum Sanctae Sedis.
Nel difficile e teso clima del dopoguerra il vescovo Antonio Santin subì una violenta aggressione a Capodistria nel giugno del 1947; la Congregazione Concistoriale dovette intervenire ufficialmente ricordando che a norma del diritto canonico coloro che commettevano queste violenze sarebbero incorsi nella scomunica.
Nel 1958 la diocesi di Trieste si ampliò con l'acquisizione di piccole porzioni di territorio dall'arcidiocesi di Gorizia.
Il 17 ottobre 1977, sei giorni dopo l'entrata in vigore del trattato di Osimo che rendeva definitivi i confini italo-jugoslavi, in forza della bolla Prioribus saeculi di papa Paolo VI, le diocesi di Trieste e di Capodistria furono separate e rese autonome; contestualmente vennero introdotte delle modifiche territoriali per far coincidere i territori delle due diocesi con quelli degli Stati.

## Cronotassi dei vescovi
Si omettono i periodi di sede vacante non superiori ai 2 anni o non storicamente accertati.
- Frugifero † (metà circa del VI secolo)[6]
- Severo † (prima del 571/577 - dopo il 587/590)
- Firmino † (prima di febbraio 602 - dopo giugno 603)
- Gaudenzio † (menzionato nel 680)
- Gregorio ? † (menzionato nel 715)
- Giovanni ? † (menzionato nel 731)
- Giovanni ? † (prima del 759 - 766 nominato patriarca di Grado)
- Maurizio † (menzionato nel 766)
- Fortunato ? † (prima del 788 - 803 nominato patriarca di Grado)
- Leone ? † (menzionato nell'804)
- Hildeger †
- Welderich †
- Heimbert †
- Severo † (menzionato nell'827)
- Taurino † (menzionato nel 911)
- Radaldo † (menzionato nel 929)
- Giovanni † (prima del 948 - dopo il 967)
- Pietro † (menzionato nel 991)
- Ricolfo † (menzionato nel 1006)
  - Giovanni ? † (1015 - 1017)
- Adalgero † (prima del 1031 - dopo il 1071)
- Eriberto † (prima del 1080 - dopo il 1082)
- Erinicio † (menzionato nel 1106)
- Artuico † (menzionato nel 1115)
- Detemaro o Ditmaro † (prima del 1135 - dopo il 1145)
- Bernardo † (prima del 1149 - circa 1186 deceduto)[7]
- Enrico da Treviso † (1186 - ?)
- Lintoldo da Duino † (menzionato nel 1188)
- Woscalco † (1190 - dopo il 1192)[8]
- Enrico Rapizza † (menzionato nel 1201)
- Gerardo † (prima del 1203 - dopo il 1212)
- Corrado Bojani di Pertica † (prima del 1216 - 1230 deceduto)
- Leonardo † (prima del 1232 - 23 novembre 1233 dimesso)
- Ulrico De Portis † (1234 - 1253)
- Arlongo von Wocisperch † (17 novembre 1254 - 1255 deposto)
- Guareno di Cocania[9] † (12 marzo 1255 - ?)
- Leonardo III † (menzionato nel 1260)
- Arlongo di Viscogni † (circa 1261 - circa 1281 deceduto)[10]
- Alvino De Portis † (1281 - circa 1286 deceduto)
- Brissa de Toppo † (19 aprile 1287 - circa 1299 deceduto)
- Giovanni Della Torre † (1299 - circa 1300 deceduto)
- Rodolfo Pedrazzani † (prima del 1302 - 1304)[11]
- Rodolfo Morandino de Castello Rebecco † (1304 - 7 marzo 1320 deceduto)[12]
  - Giusto (o Gilone) da Villalata † (1320 - 1322) (vescovo eletto)
  - Gregorio Tanzi † (5 luglio 1324 - 1327 ? deceduto) (amministratore apostolico)
- Guglielmo Franchi, O.F.M. † (25 febbraio 1327 - 1329 o 1330 deceduto)
- Pace (o Pasquale) da Vedano, O.P. † (18 maggio 1330 - 12 agosto 1341 deceduto)
  - Giovanni Gremon † (1341) (vescovo eletto)
- Francesco d'Amelia † (19 luglio 1342 - 7 aprile 1346 nominato vescovo di Gubbio)
- Ludovico della Torre † (26 giugno 1346 - 30 marzo 1349 nominato vescovo di Oleno)
- Antonio Negri † (30 marzo 1349 - 15 gennaio 1369 nominato arcivescovo di Candia)
- Angelo Canopeo † (15 gennaio 1369 - 1382 deceduto)
- Enrico de Wildenstein, O.F.M. † (1383 - 12 aprile 1396 nominato vescovo di Pedena)
- Simone Saltarelli, O.P. † (12 aprile 1396 - 1408 deceduto)
- Giovanni Ubaldini, O.S.B. † (prima del 30 settembre 1408 - 9 agosto 1409 dimesso[13])
- Nicolò de Carturis, O.F.M. † (9 agosto 1409 - 13 gennaio 1416 deceduto)
- Giacomo Balardi (o Arrigoni), O.P. † (10 gennaio 1418 - 11 dicembre 1424 nominato vescovo di Urbino)
- Martino Coronini † (11 dicembre 1424 - 1441 deceduto)
- Niccolò Aldegardi † (29 novembre 1441 - 4 aprile 1447 deceduto)
- Enea Silvio Piccolomini † (19 aprile 1447 - 23 settembre 1450 nominato vescovo di Siena, poi eletto papa con il nome di Pio II)
- Ludovico Della Torre † (1450 - 1451 deceduto)
- Antonio Goppo † (3 marzo 1451 - 1485 deceduto)
- Acacio de Sobriach † (9 giugno 1486 - 1500 deceduto)
  - Luca Rinaldi da Veglia † (17 novembre 1501 - 30 gennaio 1502 dimesso) (vescovo eletto)
- Pietro Bonomo † (5 aprile 1502 - 4 luglio 1546 deceduto)[14]
  - Francesco Rizzano † (1549)
- Antonio Paragües e Castillejo, O.S.B. † (21 agosto 1549 - 4 novembre 1558 nominato arcivescovo di Cagliari)
- Giovanni Betta, O.S.B. † (3 aprile 1560 - 15 aprile 1565 deceduto)
- Andrea Rapicio † (22 agosto 1567 - 31 dicembre 1573 deceduto)
- Giacinto Frangipane † (1º marzo 1574 - 8 novembre 1574 deceduto)
- Nicolò Coret † (28 febbraio 1575 - 10 luglio 1590 deceduto)
- Giovanni Wagenring † (22 maggio 1592 - 1597 o 1598 deceduto)
- Ursino de Bertis † (7 agosto 1598 - tra 25 agosto e 1º settembre 1620 deceduto)
- Rinaldo Scarlicchio † (5 luglio 1621 - 13 novembre 1630 nominato vescovo di Lubiana)
- Pompeo Coronini † (27 gennaio 1631 - 14 marzo 1646 deceduto)
- Antonio Marenzi † (10 settembre 1646 - 22 ottobre 1662 deceduto)
- Francesco Massimiliano Vaccano † (12 marzo 1663 - 15 agosto 1672 deceduto)
- Giacomo Ferdinando Gorizzutti † (30 gennaio 1673 - 20 settembre 1691 deceduto)
- Giovanni Francesco Miller † (6 ottobre 1692 - 23 aprile 1720 deceduto)
- Giuseppe Antonio Delmestri von Schönberg † (23 aprile 1720 succeduto - 19 febbraio 1721 deceduto)
  - Sede vacante (1721-1724)[15]
- Luca Sartorio Delmestri von Schönberg † (26 giugno 1724 - 6 novembre 1739 deceduto)
- Leopoldo Giuseppe Petazzi † (30 settembre 1740 - 15 dicembre 1760 nominato vescovo di Lubiana)
- Antonio Herberstein, C.R. † (6 aprile 1761 - 2 dicembre 1774 deceduto)
- Francesco Filippo d'Inzaghi † (24 aprile 1775 - 15 dicembre 1788 nominato vescovo di Gradisca)
  - Sede soppressa (1788-1791)
- Sigismund Anton von Hohenwart, S.I. † (26 settembre 1791 - 12 settembre 1794 nominato vescovo di Sankt Pölten)
- Ignazio Gaetano da Buset † (27 giugno 1796 - 19 settembre 1803 deceduto)
  - Sede vacante (1803-1821)
- Antonio Leonardis † (13 agosto 1821 - 14 gennaio 1830 deceduto)
- Matteo Ravnikar † (30 settembre 1831 - 20 novembre 1845 deceduto)
- Bartolomeo Legat † (21 dicembre 1846 - 12 febbraio 1875 deceduto)
- Juraj Dobrila † (5 luglio 1875 - 13 gennaio 1882 deceduto)
- Giovanni Nepomuceno Glavina † (3 luglio 1882 - 1895 dimesso[16])
- Andrea Maria Sterk † (25 giugno 1896 - 17 settembre 1901 deceduto)
- Franz Xaver Nagl † (9 giugno 1902 - 19 gennaio 1910 dimesso[17])
- Andrej Karlin † (6 febbraio 1911 - 15 dicembre 1919 dimesso[18])
- Angelo Bartolomasi † (15 dicembre 1919 - 11 dicembre 1922 nominato vescovo di Pinerolo)
- Luigi Fogar † (9 luglio 1923 - 30 ottobre 1936 dimesso[19])
- Antonio Santin † (16 maggio 1938 - 28 giugno 1975 ritirato)
  - Sede vacante (1975-1977)[20]
- Lorenzo Bellomi † (17 ottobre 1977 - 23 agosto 1996 deceduto)
- Eugenio Ravignani † (4 gennaio 1997 - 4 luglio 2009 ritirato)
- Giampaolo Crepaldi (4 luglio 2009 - 2 febbraio 2023 ritirato)
- Enrico Trevisi, dal 2 febbraio 2023

## Santi e beati della diocesi
- Beata Maria Teresa Ledóchowska
- Beato Francesco Giovanni Bonifacio
- San Giusto
- San Lazzaro martire
- San Sergio martire
- San Servolo martire
- Sante Eufemia e Tecla
- Santi Ermagora e Fortunato

## Statistiche
La diocesi nel 2022 su una popolazione di 237 000 persone contava 213 250 battezzati, corrispondenti al 90,0% del totale.
| anno | popolazione | popolazione | popolazione | presbiteri | presbiteri | presbiteri | presbiteri                | diaconi | religiosi | religiosi | parrocchie |
| anno | battezzati  | totale      | %           | numero     | secolari   | regolari   | battezzati per presbitero | diaconi | uomini    | donne     | parrocchie |
| ---- | ----------- | ----------- | ----------- | ---------- | ---------- | ---------- | ------------------------- | ------- | --------- | --------- | ---------- |
| 1950 | 370 000     | 380 000     | 97,4        | 230        | 165        | 65         | 1 608                     |         | 90        | 510       | 59         |
| 1970 | 300 000     | 310 000     | 96,8        | 262        | 187        | 75         | 1 145                     |         | 98        | 571       | 53         |
| 1980 | 273 500     | 284 700     | 96,1        | 233        | 150        | 83         | 1 173                     |         | 102       | 565       | 56         |
| 1990 | 247 500     | 253 346     | 97,7        | 213        | 137        | 76         | 1 161                     | 4       | 90        | 331       | 60         |
| 1999 | 219 715     | 237 289     | 92,6        | 174        | 112        | 62         | 1 262                     | 6       | 71        | 245       | 60         |
| 2000 | 242 000     | 251 500     | 96,2        | 184        | 119        | 65         | 1 315                     | 7       | 76        | 245       | 60         |
| 2001 | 217 818     | 236 253     | 92,2        | 180        | 120        | 60         | 1 210                     | 8       | 75        | 263       | 61         |
| 2002 | 217 818     | 236 253     | 92,2        | 159        | 110        | 49         | 1 369                     | 10      | 63        | 186       | 61         |
| 2003 | 217 818     | 236 253     | 92,2        | 180        | 115        | 65         | 1 210                     | 9       | 76        | 166       | 61         |
| 2004 | 219 000     | 243 903     | 89,8        | 166        | 106        | 60         | 1 319                     | 10      | 66        | 182       | 60         |
| 2010 | 221 700     | 241 800     | 91,7        | 132        | 83         | 49         | 1 679                     | 15      | 58        | 174       | 60         |
| 2014 | 223 300     | 243 400     | 91,7        | 151        | 94         | 57         | 1 478                     | 17      | 63        | 139       | 59         |
| 2017 | 230 000     | 241 800     | 95,1        | 175        | 114        | 61         | 1 314                     | 15      | 69        | 126       | 60         |
| 2020 | 217 585     | 241 900     | 89,9        | 175        | 126        | 49         | 1 243                     | 15      | 55        | 110       | 60         |
| 2022 | 213 250     | 237 000     | 90,0        | 143        | 102        | 41         | 1 491                     | 16      | 46        | 87        | 60         |